# Micke Dubois

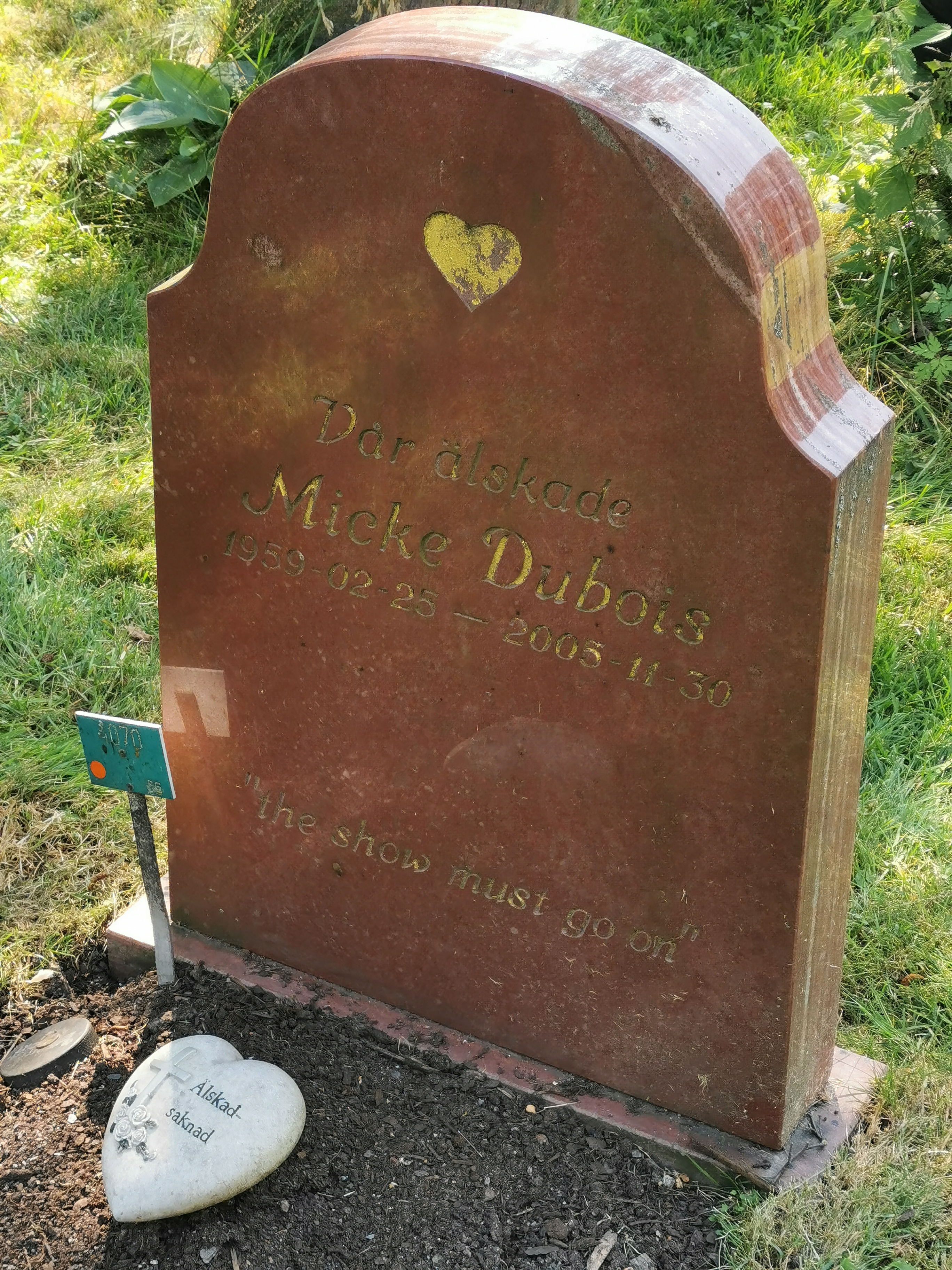
Micke Dubois gravsten på Solna kyrkogård.

Mats Mikael Dübois, ursprungligen Söderström, känd som Micke Dubois och Svullo, född 25 februari 1959 i Solna församling, död 30 november 2005 i Flemingsbergs församling, Huddinge, var en svensk skådespelare, sångare och komiker.

## Biografi
Efter skolan satsade Dubois på bodybuilding och flyttade till USA. När han släppte den drömmen och återvände till Stockholm, blev jobbet som dörrvakt vägen till scenen.
Dubois karriär började då han ställde upp i en luftgitarrtävling där han kom trea i finalen. Han framhöll att han egentligen spelade luftbas och kallade sig "världens enda professionella luft-basist". Efter det gjorde han några uppträdanden på Berns och fortsatte sedan på nattklubben Alexandra under artistnamnet Captain Freak, där hans blandning av slapstick, äckel och högt tempo gjorde honom till en undergroundkändis.
1988 fick han idén till figuren Svullo där han anspelade på sin stora kroppshydda. Genom ihärdiga påtryckningar på SVT träffade han Hans Crispin, och tillsammans bildade de duon Angne & Svullo för TV. Dubois publik breddades i stum-kortfilmen Den elake polisen och dess uppföljare i regi av Ulf Malmros. Under tidigt 1990-tal uppträdde han även som den burduse förlorartypen Skägget och gjorde som denne ett antal hemma-hos-reportage iförd lös-pipskägg. Skägget bytte plats inför varje nytt reportage. Han besökte bland andra Alice Timander och Sune Mangs.
I TV4 medverkade Dubois i ett flertal olika program, till exempel deltagare i Fångarna på Fortet (1997) spårhund i På rymmen (1998-1999)  som programledare i Robot Wars (2002) och som domare i Sveriges värsta (2005) där han utsåg Sveriges värsta make. Han gjorde även barnprogrammet Hotell Favoriten tillsammans med sin vän Lasse Jansson. Det blev 15 avsnitt som sändes i TV4:s Lattjo Lajban. Och 2001- 2002 som reporter i Söndagsöppet Svt under namnet Micke nyfiken. 
1993 deltog Dubois i Griståget, ett turnésamarbete med Eddie Meduza, fakiren El Salama, strippan Laila och ett rockband med bröderna Björn och Peter Melin som frontfigurer.
Han släppte även ett antal låtar, bland annat låten "För fet för ett fuck" (tillsammans med Electric Boys), som blev en hit vintern 1990. Många av Svullos låtar är tydligt inspirerade av AC/DC-låtar.
Micke Dubois var en hängiven AIK-supporter. Han medverkade på skivan "Åh vi é AIK" med låten "Laget heter AIK". Han spelade ishockey i AIK men var mer talangfull i tennis. Som huddingebo följde han AIK i elitserien och Huddinge IK i division 1 parallellt. I Huddinge IK deltog han i det officiella programmet när klubben firade sitt 50-årsjubileum den 7 augusti 1999.
Den 7 november 2005 skrevs Dubois in på en psykiatrisk klinik för depression, något han kämpat med under lång tid men som förvärrats efter en skilsmässa. Han skrevs ut efter fyra dagar och hittades död i sitt källarförråd den 2 december 2005 efter att ha begått självmord. Dubois är begravd på Solna kyrkogård.

## Filmografi
- 1988 – Angne & Svullo - även manus
- 1989 – Elake polisen (TV-serie)
- 1990 – Svullo grisar vidare[16]
- 1991 – V som i viking (TV-serie)
- 1991 – 1628 (TV-serie)
- 1991 – Riktiga män bär alltid slips
- 1991 – Angne & Svullo 'Här och nu!' - även manus[17]
- 1992 – Aladdin (röst)
- 1996 – Lilla Jönssonligan och cornflakeskuppen
- 1997 – Lilla Jönssonligan på styva linan
- 1997 – En fyra för tre (TV-serie)
- 1999 – Lukas 8:18 (TV-serie)
- 2000 – Sex, lögner & videovåld
- 2000 – Naken
- 2006 – Micke Dubois - Mycket mer än bara Svullo

Referenser: IMDB

## Diskografi
- 1989 – För fet för ett fuck tillsammans med Electric Boys (singel)[10]
- 1990 – Ride On... (singel)
- 1990 – Ride On... (album)
- 1990 – Släta av mig, suckface (singel)
- 1993 – Radio KRM (album)
- 1993 – Do the Svullo Dance (singel)
- 1993 – Öl-låten (singel)
- 2002 – Res er för Sverige (inofficiell fotbolls-VM-låt) (singel)
- 2003 – För fet för ett omslag (album)
- 2003 – Vamos a la Svullos latinos (singel)
- 2019 – Köpa Korv ( Singel 12")

## Teater

### Roller
| År   | Roll | Produktion                                                                                                | Regi                      | Teater  |
| ---- | ---- | --- | ------------------------- | ------- |
| 2003 |      | Hur man lyckas i business utan att bli utbränd Frank Loesser, Abe Burrows, Jack Weinstock, Willie Gilbert | Peter Björk Anders Albien | Intiman |